# 遠い日の歌
『遠い日の歌』（とおいひのうた）は、岩沢千早が作詞、橋本祥路が作曲した合唱曲。橋本祥路の代表作の一つ。
この曲は、ドイツの作曲家であるヨハン・パッヘルベル作曲の『カノン』をモチーフにしている。1982年発表。
混声三部合唱版の楽譜は主に2種類ある。1つ目は教育芸術社の楽譜で、2番の前半を男声が歌い、後半を女声が歌い、3番の歌詞の所は男声が全て歌うというもの（女声がLu Lu Lu…を歌う）。2つ目は音楽之友社および正進社の楽譜で、2番が女声と男声が逆になり、3番は男声が前半を歌い、アルトが後半を歌うというもの（ソプラノと男声がLu Lu Lu…を歌う）。また、最後（Lan La La Lan La La La…）の部分のアルトの歌詞などにも違いがみられる。
教科書にも掲載されていたことがあり、合唱コンクール等に歌われる機会が多い。また、同声(女声)三部合唱版や混声四部合唱版もある。
中盤までハ長調、終盤はイ長調である。

## 録音
- 西東京市立明保中学校
  - 2004年『橋本祥路 ベストセレクション ［混声編］』（フォンテック EFCD4078/9）収録